# Wróblik (Lidzbark Warmiński)
Pour les articles homonymes, voir Wróblik.
Wróblik est un village polonais de la voïvodie de Varmie-Mazurie, dans le powiat de Lidzbark.